# حمله احمدشاه درانی به خراسان (۵۵–۱۷۵۴)
حمله احمدشاه درانی به خراسان در سال‌های ۱۷۵۴ و ۱۷۵۵ میلادی اتفاق افتاد.

## پیش‌زمینه
در سال‌های ۱۷۵۰–۱۷۵۱، اولین لشکرکشی احمدشاه به خراسان موفقیت چندانی نداشت. در نتیجه، احمدشاه برای لشکرکشی دوم که در سال ۱۷۵۴ آغاز شد، شروع به آماده‌سازی کرد. در این مدت نیشابور توسط علم خان نایب‌السلطنه سابق افشاریان محاصره شد. لشکر علم خان با شنیدن اینکه احمدشاه لشکرکشی به خراسان را آغاز کرده، به کلی متفرق شد و کردها به طور کامل به احمدشاه و سپاهش متواری شدند.

## حمله
احمدشاه لشکرکشی خود را در مه ۱۷۵۴ آغاز کرد. نیروهای افغان از هرات خارج شده و عازم تون (فردوس امروزی) شدند. احمدشاه سردار جهان خان و ناصرخان کلات را فرستاد و آن‌ها حمله خود را با ویران کردن روستاها آغاز کردند.  به دنبال آن، آن‌ها علیه علی مراد خان والی طبس لشکرکشی کردند که او نیز ارتش خود را جمع‌آوری کرد و با افغان‌ها روبرو شد که یکی از نبردهای خونین تاریخ ایران بود.  از آنجایی که سلاح‌های گرم نتوانست هیچ برتری واضحی برای هر دو طرف به دست‌آورد، دو ارتش شمشیر کشیدند و شروع به درگیری کردند. نبرد برای مدتی بی‌نتیجه ماند تا اینکه علی مراد خان کشته شد و لشکر باقیمانده شکست خورد.  در نتیجه طبس و تون بین ژوئن و ژوئیه ۱۷۵۴ فتح شد  ارتش افغان سپس به سمت مشهد حرکت کردند و در ۲۳ جولای به نزدیکی شهر رسیدند.  محاصره شهر برای مدت زیادی ادامه یافت تا اینکه سرانجام افشاریان در اول دسامبر ۱۷۵۴ به احمدشاه تسلیم شدند. در چهارم دسامبر خطبه نام احمدشاه با اعتراف به سیادت و برتری او بر افشاریان خوانده شد.  در ادامه ترشیز (کاشمر امروزی)، باخرز، جام، خواف و تربت حیدریه فتح شدند.  به دنبال آن احمدشاه در بهار سال ۱۷۵۵ به سوی نیشابور ادامه مسیر داد و شاه پسند خان برای لشکرکشی به سمت مازندران علیه قاجارها حرکت کرد.  

### محاصره نیشابور
در ۱۷ ژوئن ۱۷۵۵، ارتش افغانستان به نیشابور رسید و بلافاصله عباس قلی خان بدون مخالفت تسلیم شد و به دلیل مقاومت در اولین لشکرکشی احمدشاه به خراسان، خواستار عفو شد.  اما مدتی نگذشت که نیشاپور به دلیل اخباری مبنی بر شکست شاه پسند خان از قاجارها دست به شورش زد و در نتیجه دروازه‌های شهر را بر روی سپاه احمدشاه بست.   در نتیجه محاصره شهر به مدت یک هفته آغاز شد.  در این محاصره، احمدشاه فاقد تجهیزات مهم محاصره بود.  با شروع محاصره، توپ‌سازان ارمنی فلز تفنگ سربازان را ذوب کردند و یک توپ بزرگ ساختند. با اولین شلیک‌های توپ دیوارهای شهر از هم پاشید و حتی در خانه‌ها و بازار شهر ویرانی ایجاد شد.  در نتیجه این سلاح بزرگان شهرها را وادار به تسلیم کرد و آن‌ها با وجود مخالفت عباسقلی خان دروازه‌ها را باز کردند.  به دنبال آن شهر غارت شد و مردم شهر اگر به مساجد می‌رفتند و چیزی با خود نمی‌برند در امان ماندند. سپس بخش بزرگی از شهر از جمله بسیاری از خانه‌ها ویران شدند و سپس دیوار شهر نیز از بین برده شد.  

### شکست قاجارها
پس از پیروزی در نیشاپور، احمدشاه قاجارها را شکست داد و با غارت شهرهای تون و طبس و کشتارهای مردمی در شهرهای آن‌ها پیروز شد. 

## پیامد
در ۹ مه ۱۷۵۵، شاهرخ‌شاه به طور رسمی به عنوان حاکم بر مشهد، عملاً تحت‌الحمایه درانی، مجدداً برگزیده شد.